# 安德烈亚·塔尔劳
安德烈亚·塔尔劳（義大利語：Andrea Tarlao，1994年1月8日—），意大利男子自行车运动员。他曾代表意大利参加2012年、2016年和2020年夏季残疾人奥林匹克运动会自行车比赛，获得一枚铜牌。